# Midden-Saksisch voetbalkampioenschap 1920/21
In 1920/21 werd het zestiende voetbalkampioenschap van Midden-Saksen gespeeld, dat georganiseerd werd door de Midden-Duitse voetbalbond. Het was het tweede seizoen als Kreisliga Sachsen, er namen nu opnieuw meer teams deel, maar geen teams uit de andere drie competities die in de Kreisliga ondergebracht werden, zij bleven in de tweede klasse actief, waarvan geen resultaten meer bekend zijn. 
SV Sturm Chemnitz werd kampioen en plaatste zich zo voor de Midden-Duitse eindronde. De club werd vijfde op zeven clubs in de groepsfase. 

## Kreisliga
| Plaats | Club                      | Wed. | W | G | V | Saldo | Ptn. |
| ------ | ------------------------- | ---- | - | - | - | ----- | ---- |
| 1.     | SV Sturm Chemnitz         | 10   |   |   | 0 | 26:10 | 14:6 |
| 2.     | SC National Chemnitz      | 10   |   |   | 0 | 22:9  | 12:8 |
| 3.     | SV Teutonia 1901 Chemnitz | 10   |   |   | 0 | 15:11 | 11:9 |
| 4.     | Chemnitzer BC             | 10   |   |   | 0 | 18:14 | 8:12 |
| 5.     | VfB 01 Chemnitz           | 10   |   |   | 0 | 14:23 | 8:12 |
| 6.     | Mittweidaer FC 1899       | 10   |   |   | 0 | 11:39 | 7:13 |

VfB 01 Chemnitz speelde voorheen onder de naam FC Hohenzollern Chemnitz
|  | Kampioen, geplaatst voor Midden-Duitse eindronde |